# جون سوليفان (لاعب كرة قدم أمريكية أمريكي)
جون سوليفان (بالإنجليزية: John Sullivan)‏ هو لاعب كرة قدم أمريكية أمريكي، ولد في 15 نوفمبر 1961 في هارتفورد في الولايات المتحدة.